# 莫洛Vepr-12半自動霰彈槍
莫洛Vepr-12（Molot Vepr-12；Вепрь，中文意思：野豬）是一系列由俄罗斯槍械製造商莫洛武器有限公司（Molot Oruzhie Ltd.）所研製及生產的多用途半自動散彈槍（戰鬥散彈槍），為以原來的卡拉什尼科夫步槍系列為藍本並進行構圖，再運用比較沉重的RPK轻机枪的加強型機匣為基礎製造，發射3英吋麥格農12鉛徑霰彈。
該槍可用作狩獵、運動射擊比賽（通常於實戰射擊比賽的公開課中使用）、自我防衛以及軍警制式武器。該槍可說是其「表親」Saiga-12半自動霰彈槍的直接的競爭對手。

## 歷史
Vepr-12的早期版本是由伊茨瑪希工廠（現稱：卡拉什尼科夫集團）生產，其後生產轉移動到莫洛武器有限公司所在的霰彈槍進行了重新設計和大量生產。Vepr-12的設計目的是作為早已經由伊茨瑪希工廠大量生產並大受歡迎的Saiga-12半自動霰彈槍的一個直接競爭對手。與Saiga-12一樣，Vepr-12也被設計為一個多功能的武器平台，並且備受使用它的獵人和專業射手的一致好評。出於考慮到這些因素，莫洛公司推出了獨特的功能，例如雙手靈巧操作的保險控制桿和槍機保持開放的機構。

## 功能
由於12鉛徑霰彈藥筒與AK採用的7.62×39毫米苏联步枪子彈兩種彈藥之間尺寸的差異較大，因此拋殼口有所延長，從而使霰彈槍順利彈出彈殼而避免彈殼未能拋出的故障風險。
與莫洛公司命名為Vepr的所有步槍的設計模式很像的是，Vepr-12的機匣是由比較沉重的RPK轻机枪的加強型機匣為基礎所製造的。獲加強以後的機匣構造比標準型卡拉什尼科夫步槍系列的機匣要更為厚重。
Vepr-12還採用了獨特的保險扣和槍機釋放機構。雖然目前大多數型號都是使用向側摺疊式槍托，但其實Vepr-12半自動霰彈槍提供固定式槍托型號。與標準型卡拉什尼科夫步槍所採用的大型保險槓桿不同的是，Vepr-12採用的是設在霰彈槍兩側、讓雙手皆可靈巧操作的保險控制桿。
Vepr-12在卡拉什尼科夫步槍槍族之中不同尋常的另一特徵，就是其裝有的、能夠保持槍機開放的機構。也就是說，發射並拋出槍內最後一發霰彈藥筒以後，槍機鎖會將後退的槍機鎖在機匣後部並且保持開放狀態。為了方便霰彈槍的快速重新裝填，槍機釋放桿位於扳機護圈的內部，從而讓使用者在抓握把手無需離開手槍握把以下釋放槍機。
此外對於這種步槍類型而言還有的一個不尋常的特點，就是其新增了的一個彈匣插座，可讓彈匣插入的方式如AR-15般單手直接插入，而非標準型AK槍族上發現的「搖動與鎖緊」式彈匣系統（先用彈匣前端插入彈匣插槽的前卡位，再將彈匣後端完全插入彈匣插槽，並以彈匣卡筍固定），而這樣也避免了彈匣插入及連接時會出現的困難。
鍍铬內襯也遍及Vepr-12的內部，包括導氣箍、槍管和膛室，給予該霰彈槍優良的耐腐蚀性。
與其表親Saiga-12不同的是，Vepr-12裝上的氣動式系統為自我調節式，可讓Vepr-12發射一般市面發售的12鉛徑霰彈藥筒並且完成武器每發之間的射擊循環，而不用擔心會對霰彈槍造成損毀。
Vepr-12亦取消了標準型卡拉什尼科夫步槍所採用、機匣左側裝上的華沙條約導軌，並且改為採用在機匣大型防塵蓋頂部所設有的MIL-STD-1913戰術導軌，用以安裝光学瞄准镜、紅點鏡／反射式瞄準鏡、全息瞄準鏡、棱鏡式瞄準鏡、夜視鏡和／或熱成像儀。機匣大型防塵蓋藉由铰链連接，從而讓使用者打開和關閉防塵蓋的同時，不會影響到安裝於戰術導軌以上的光學瞄準具的歸零。

## 用途
Vepr-12同時面向民用和軍用市場，應用範圍涵蓋狩獵、自我防衛和比賽用途。特別是，霰彈槍型之中又劃分出了為各個Vepr-12的目標客戶對象之一的實戰射擊（IPSC）等級競賽射手之間的利基型小眾的型號。憑藉其自我調節式系氣動式系統，Vepr-12可以有效地發射眾多的12鉛徑霰彈藥筒並且完成武器每發之間的射擊循環，這樣使它成為一個具有高度靈活性的半自動霰彈槍系武器平台。與其表親Saiga-12非常相似的是，Vepr-12非常適合裝上合適的光學系統以後於飛碟射擊比賽中使用。
另外，俄羅斯武器製造商Almaz-Antey亦以Vepr-12用作其研製的武裝無人機的內藏武器，以12發彈匣供彈，用以攔截無人機、氣球等低空飛行器。

## 衍生型
Vepr-12亦生產出多種的衍生型，每一個型號都具有獨特的標記。
Vepr-12可於作出些許修改以後使用與Saiga-12相同的彈匣供彈，但Saiga-12卻不能使用Vepr-12的彈匣和彈鼓。

### ВПО-205（VPO-205）
VPO-205系列適用於12鉛徑霰彈「18.5×70毫米R」和12鉛徑麥格農「18.5×76毫米R」霰彈藥筒。它裝有向側面折疊型雙支撐架型折疊式槍托，配有槍托尾墊和可翻轉的托腮板。
- VPO-205-00（ВПО-205-00） — 基本型號，配備了一根430毫米槍管，裝有可拆卸型槍口制退器，以及在槍托折疊以下將扳機鎖定的機構的斷路保險以防止在槍托折疊以下射擊。其重量為8.59磅（3.9千克）。
- VPO-205-01（ВПО-205-01） — 運動型號，配備了一根520毫米槍管，裝有永久地固定型槍口制退器，可在槍托折疊以下射擊。其重量為8.81磅（4.0千克）。
- VPO-205-02（ВПО-205-02） — 競賽型號，配備了一根680毫米槍管和可互換的收束器，統一該槍械系列的“狙擊”和“狙擊—自動”能力，可在槍托折疊以下射擊。其重量為9.25磅（4.2千克）。
- VPO-205-03（ВПО-205-03） — 緊湊的軍用型號，這款型號具有全自動射擊的能力，配備了一根305毫米槍管，包括可拆卸型槍口制退器。固定槍托時的整體長度為34.13英寸（867毫米），而槍托可折疊以後的總長度為23.66英寸（601毫米）。它在前端的兩側和底部的下方都設有短皮卡汀尼導軌，機匣頂部和前端底部則是長皮卡汀尼導軌。其重量為9.25磅（4.2千克）。
- VPO-205-04（ВПО-205-04） — 配備了一根483毫米槍管和木製槍托。
- VPO-205C（ВПО-205С） — 制式武器型，膛室固定為12/70，2005至2006年之間研製，旨在為私营保安公司所採用。
- VPO-205-00-SP（ВПО-205-00-СП） — 實戰射擊運動型號。
- Vepr-12 IPSC型 — 運動型號，[3]按照實戰射擊聯合會的規定，並考慮到了射手與運動員的願望而進行修改。在設計中導入其他元素（可倒轉安裝的保險裝置、左側的拉機柄、有沒有正規的瞄準具等等），這使其操作更為方便。

### ВПО-206（VPO-206）
VPO-206系列適用於12鉛徑霰彈「18.5×70毫米R」和12鉛徑麥格農「18.5×76毫米R」霰彈藥筒。它裝有可伸縮的柯爾特M4型馬格普滑動式槍托。
- VPO-206-00（ВПО-206-00） — 基本型號，為VPO-205-00的12/70型膛室修改型。配備了一根430毫米槍管，裝有可拆卸型槍口制退器。其重量為9.47磅（4.3千克）。
- VPO-206-01（ВПО-206-01） — 運動型號，配備了一根520毫米槍管，裝有永久地固定型槍口制退器。其重量為9.7磅（4.4千克）。
- VPO-206-02（ВПО-206-02） — 競賽型號，配備了一根680毫米槍管和可互換的收束器。其重量為10磅（4.55千克）。

## 出口及法律地位
Vepr-12廣泛地出口世界。
在俄羅斯，要取得Vepr-12霰彈槍可說是非常簡單，只需要取得一個“滑膛槍牌”就行（霰彈槍在俄羅斯是比較容易獲得，而一個“步枪牌”就需要擁有一枝滑膛槍5年和一張狩獵许可证）。但亦由於俄羅斯法律，國內型和許多出口型Vepr-12霰彈槍版本都裝上了斷路保險，當該槍的槍托折疊以下無法開火。（這是由於俄羅斯槍械管制法列明，除了手枪以外，任何人擁有全長度小於800毫米的長管枪械並且射擊即屬違法）。
該霰彈槍也獲准進口到美国。然而，Vepr-12在美国卻相對地困難得多。美國菸酒槍炮及爆裂物管理局進口管理法規規定的附送的彈匣容量不得超過5發，以及折疊式槍托（適用的衍生型）需要在槍托展開以下的位置進行焊接以保持展開。尤其是在纽约和加利福尼亚州，因為它是一枝能夠使用可拆式彈匣供彈的半自動霰彈槍，在原廠配置以下的Vepr-12被列為是一款“攻擊武器”（英語：Assault Weapons），並因而被禁止在這些地區出售。

## 使用國
- 白俄羅斯[6]
- 法國
  - 法國國家警察搜索、援助、干預、威懾
- 德国
  - 德國州警察（英语：Landespolizei）特別行動突擊隊[7]
- 希腊
  - 希臘警察內部事務部特別反恐單位（英语：Special Anti-Terrorist Unit (Greece)）（裝上了伸縮式槍托、EOTECH全息瞄準鏡和戰術燈）[8]
- 俄羅斯
  - 俄羅斯聯邦軍隊：作為反無人機武器使用[9]。
  - 獲認證為民用及軍用武器
- 叙利亚[10]
- 北大西洋公约组织
  - 2012年9月順利通過了北約維護及供應機構（NATO Maintenance and Supply Agency，NAMSA）的測試，[11]此後獲得批准，列入卡賓槍類武器名單，可讓北約國家使用。[12]

## 流行文化

### 电子游戏
- 2012年—《战争前线》：型号为VPO-205-03，但使用430毫米槍管以及金属制镂空折叠枪托，命名為「Vepr」，以8發彈匣供彈；专家解锁，爲医疗兵專用武器，可以改装枪口配件（通用消音器、霰弹枪消音器、霰弹枪制退器、霰弹枪刺刀）以及瞄准镜（EoTech 553全息瞄准镜、绿点全息瞄)准镜、红点瞄准镜、Aimpoint Comp M4S瞄准镜、Mojji Zero红点瞄准镜）。拥有基础版本“Vepr-b”，削弱威力以及射程，可以改装枪口配件以及瞄准镜。
- 2022年—《決勝時刻：現代戰爭II 2022》：第二季實裝，命名為“KV Broadside(KV莫洛)”。
- 2023年—《少女前線2：追放》：戰術人形“維普蕾”，型號為Vepr-12。

## 資料來源
1. ↑  .   [2015-08-08]. （原始内容存档于2016-09-21）.
2. ↑  .   [2019-04-17]. （原始内容存档于2020-09-26）.
3. ↑  Михаил ТДегтярёв. Тяга к перемене мест. Впечатления с выставки IWA-2011 （页面存档备份，存于） // журнал «Калашников. Оружие, боеприпасы, снаряжение», № 4, 2011. стр.8-17
4. ↑  .   [2015-08-08]. （原始内容存档于2010-09-16）.
5. ↑  .   [2015-08-08]. （原始内容存档于2013-08-19）.
6. ↑  .   [2021-03-15]. （原始内容存档于2021-09-13）.
7. ↑  .   [2016-02-22]. （原始内容存档于2016-11-30）.
8. ↑  Зоран Милошевич. Спецназ зарубежья: EKAM: греческий вариант （页面存档备份，存于） // журнал «Братишка», июль 2013
9. ↑  .   [2024-04-11]. （原始内容存档于2024-04-23）.
10. ↑  .   [2016-01-29]. （原始内容存档于2017-03-05）.
11. ↑  .   [2015-08-08]. （原始内容存档于2014-03-07）.
12. ↑  Карабин «Вепрь-12» будет принят на вооружение 17-ю странами НАТО （页面存档备份，存于） // «Армейский вестник», 12 октября 2012

## 外部連結
- （英文）—The Vepr 12 "Molot" official page
- （英文）—MOLOT USA Firearms, Ltd.—VEPR 12 shotgun x 20" （页面存档备份，存于）
- （英文）—Legion USA Vepr 12 History Archive.today的存檔，存档日期2014-06-17
- （英文）—Atlantic Firearms—Vepr 12 Shotgun Russian MOLOT （页面存档备份，存于）
- （英文）—Modern Firearms—Vepr12 tactical / practical shotgun （页面存档备份，存于）
- （英文）—The Firearm Blog.com—
  - Molot’s Latest VEPR 12 Shotgun （页面存档备份，存于）
  - Oleg shoots the VEPR 12 （页面存档备份，存于）
  - Molot Vepr-12 IPSC Special Edition Shotgun （页面存档备份，存于）
  - Vepr12 Ejection Port Fireball （页面存档备份，存于）
  - FAB Defense Stocks for Molot VEPR 12 （页面存档备份，存于）
  - Apollo KeyMod Rails from Chaos, Inc. （页面存档备份，存于）
  - POTD: Suppressed AK Fun （页面存档备份，存于）
  - Review: Salvo 12 Revisited Different Shotguns And Different Ammo （页面存档备份，存于）
- （英文）—The Truth About Guns.com—
  - Molot VEPR 12 AK Shotgun: Five Round Mag? （页面存档备份，存于）
  - Gun Review: VEPR-12 Shotgun （页面存档备份，存于）
- （英文）—Shotgun News.com—New "Molot" products bound for the US Vepr-12 Tactical Shotgun （页面存档备份，存于）
- （英文）—Tactical Life.com—
  - Top Shotguns in 2014 From SPECIAL WEAPONS FOR MILITARY & POLICE—MOLOT VEPR 12 GA. （页面存档备份，存于）
  - Don’t Fear the VEPR…| Tactical Shotgun Video （页面存档备份，存于）
  - 12 Guns from IWA 2014, Europe’s Largest Firearms Expo （页面存档备份，存于）
  - Shotgun Guide: 10 Ultra Fast Smoothbores （页面存档备份，存于）
  - MOLOT VEPR 12 Gauge Shotgun Sneak Peek （页面存档备份，存于）
  - Top Shotguns in 2014 From SPECIAL WEAPONS FOR MILITARY & POLICE （页面存档备份，存于）
  - VEPR-12: K-VAR’s Close-Quarters Semi-Auto Shotgun （页面存档备份，存于）
- （俄文）—Вепрь-12 IPSC[永久] / Описание модели на сайте ООО "Молот Армз"
- （简体中文）—D Boy Gun World（槍炮世界）—Vepr 12霰弹枪 （页面存档备份，存于）